# Torfowiec zanurzony
Torfowiec zanurzony (Sphagnum inundatum Russow) – gatunek mchu z rodziny torfowcowatych (Sphagnaceae).

## Rozmieszczenie geograficzne
W Europie występuje od Norwegii, Szwecji i Finlandii na północy po Maderę i południową, kontynentalną część Portugalii, południową Hiszpanię i wyspy Morza Śródziemnego – Sardynię, Sycylię, Kretę – Albanię, Grecję, Bułgarię i Gruzję na południu. W Norwegii jest częstszy w środkowej i południowej jej części niż w północnej. Na większości obszaru Szwecji jest rozproszony i rzadki, pospolitszy na południu tego kraju. Jego zasięg południkowy rozciąga się od Azorów i Islandii na zachodzie po kraje bałtyckie, prawdopodobnie Ukrainę, a także północno-zachodnią i środkową Rosję na wschodzie. Znany jest z obszarów górskich – Pirenejów, Alp, Karpat, w tym Tatr, Apeninów, Gór Dynarskich.
W Polsce jest podawany z całego kraju, szczególnie z jego zachodniej i południowej części. Najwyżej położone stanowisko zostało zaobserwowane w Karkonoszach (1405 m n.p.m.).
Pełne i dokładne rozmieszczenie jest niepewne z uwagi mylenie tego gatunku z torfowcem ząbkowanym i niewyróżnianie tego gatunku w niektórych ujęciach (traktowany był jako podgatunek torfowca jednobocznego S. subsecundum).

## Morfologia i anatomia

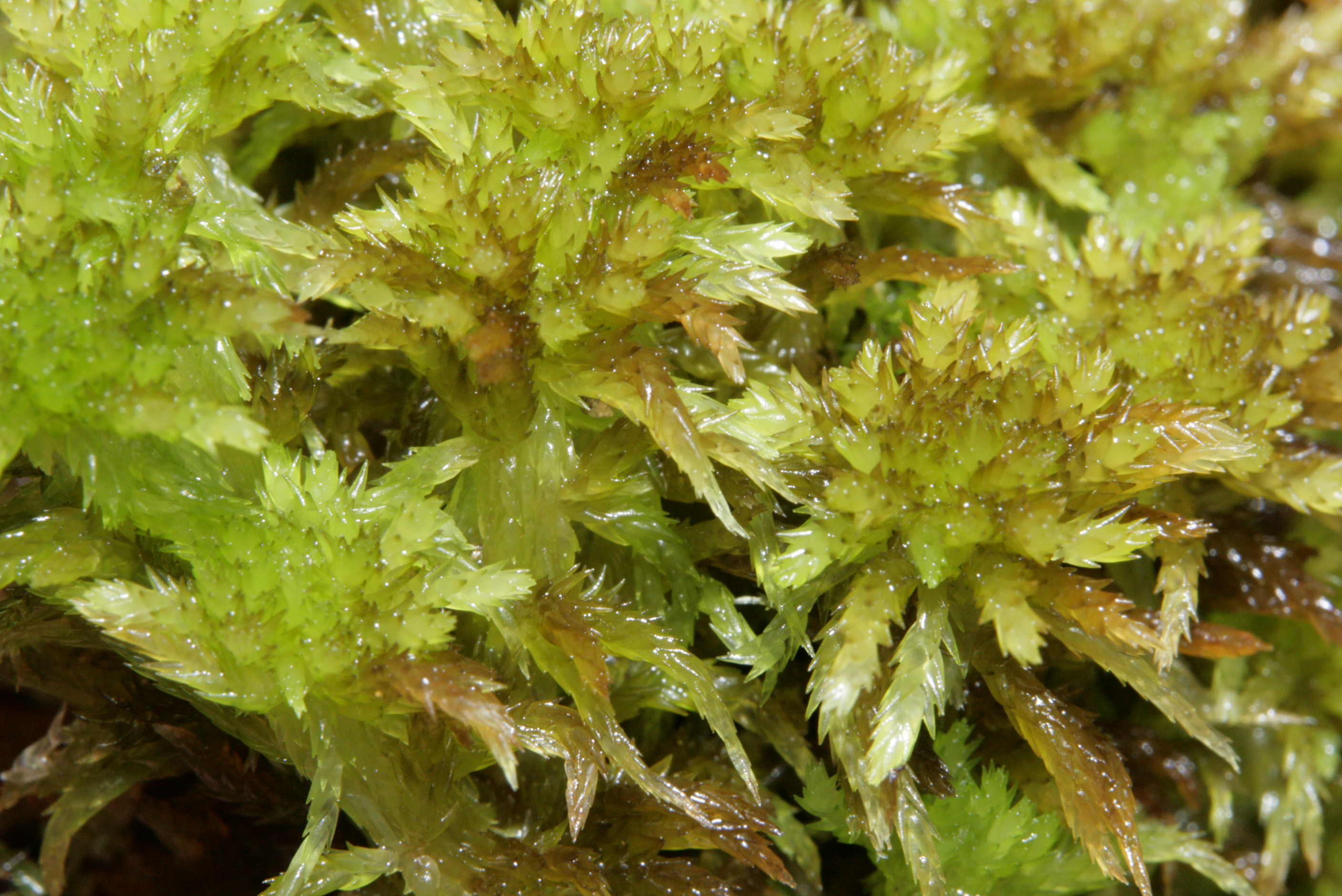
Główki torfowca zanurzonego

PokrójTorfowiec średniego rozmiaru (rzadko duży), o pokroju zmiennym w zależności od warunków siedliskowych, tworzący luźne darnie koloru żółtawego, żółtawobrązowego, brązowawego, pomarańczowego, ciemnobrązowego lub czerwonawego; w miejscach zacienionych żółtawozielonego do zielonego.
GłówkiŚredniej wielkości, zaokrąglone.
PęczkiZ 4(6) gałązkami, z których 2(3) są gałązkami odstającymi; gałązki są łukowato wygięte, ale niezakrzywione na końcach jak u torfowca ząbkowanego, choć niektóre ze źródeł wskazują, że podobnie jak u niego część gałązek jest mocno wygięta i przypomina baranie rogi. Dwie lub trzy gałązki zwisające są podobne i mniej więcej tej samej długości co gałązki odstające.
ŁodyżkiSztywne. Cylinder wewnętrzny ciemnobrązowy do czarnego, jeśli jaśniejszy to ciemniejszy w dolnych partiach łodyżki. Kora złożona z jednej warstwy rozdętych komórek. Łodyżki gałązek mają linearnie ułożone w parach wyraźne komórki retortowe.
Listki łodyżkoweDo 1,6 mm długości (najczęściej 1,2–1,4 mm), odstające lub zwisające, nieco wyszarpane, językowate, trójkątno-jajowate do trójkątno-językowatych, z zaokrąglonym i uciętym szczytem. Komórki wodne mają listewki w szczytowej połowie listka, najczęściej do około jednej trzeciej długości, a pory są liczniejsze po jego stronie brzusznej.
Listki gałązkoweDo 2,2 mm długości, jajowate, nieco wyprostowane, choć dolne listki mogą być nieznacznie zakrzywione, wklęsłe. Komórki wodne na stronie grzbietowej prawie płaskie w przekroju poprzecznym i mają małe pory w rzędach wzdłuż ścian komisuralnych, na stronie brzusznej słabo wypukłe w przekroju poprzecznym i zazwyczaj bez porów. Komórki chlorofilowe w przekroju poprzecznym są eliptyczne, beczułkowate, równo otwarte po obu stronach listka, choć czasami nieco bardziej od strony grzbietowej.
Gatunki podobneIstnieje możliwość pomyłki z innymi gatunkami z podrodzaju Subsecunda, do którego ten torfowiec należy, zwłaszcza z torfowcem jednobocznym (Sphagnum subsecundum) oraz pokrojowo z torfowcem wklęsłolistnym (Sphagnum platyphyllum) i torfowcem ząbkowanym (Sphagnum denticulatum). Od torfowca jednobocznego różni się rozmiarem (jest większy) i budową listków łodyżkowych. U S. inundatum listki te mają do 1,6 mm długości, a listewki w ich komórkach wodnych występują tylko do około jednej trzeciej, szczytowej części listka, bardzo rzadko do połowy; u S. subsecundum mierzą do 1,1 mm, a listewki są tylko przy wierzchołku lub w ogóle ich nie ma. Od torfowca wklęsłolistnego różni się budową kory łodyżki – u S. inundatum zbudowana jest z jednej warstwy komórek, u S. platyphyllum z dwóch lub trzech. Od torfowca ząbkowanego różni się rozmiarem i budową listków łodyżkowych. U S. denticulatum listki łodyżkowe najczęściej są dłuższe niż 1,6 mm, a komórki wodne są wyposażone w listewki do połowy długości listka lub czasami nawet do nasady. Ponadto pory w komórkach wodnych listków łodyżkowych u torfowca zanurzonego występują przeważnie po stronie brzusznej, rzadko po obu stronach, u torfowca ząbkowanego są obecne głównie na stronie grzbietowej lub czasami nie ma ich wcale na obu powierzchniach.

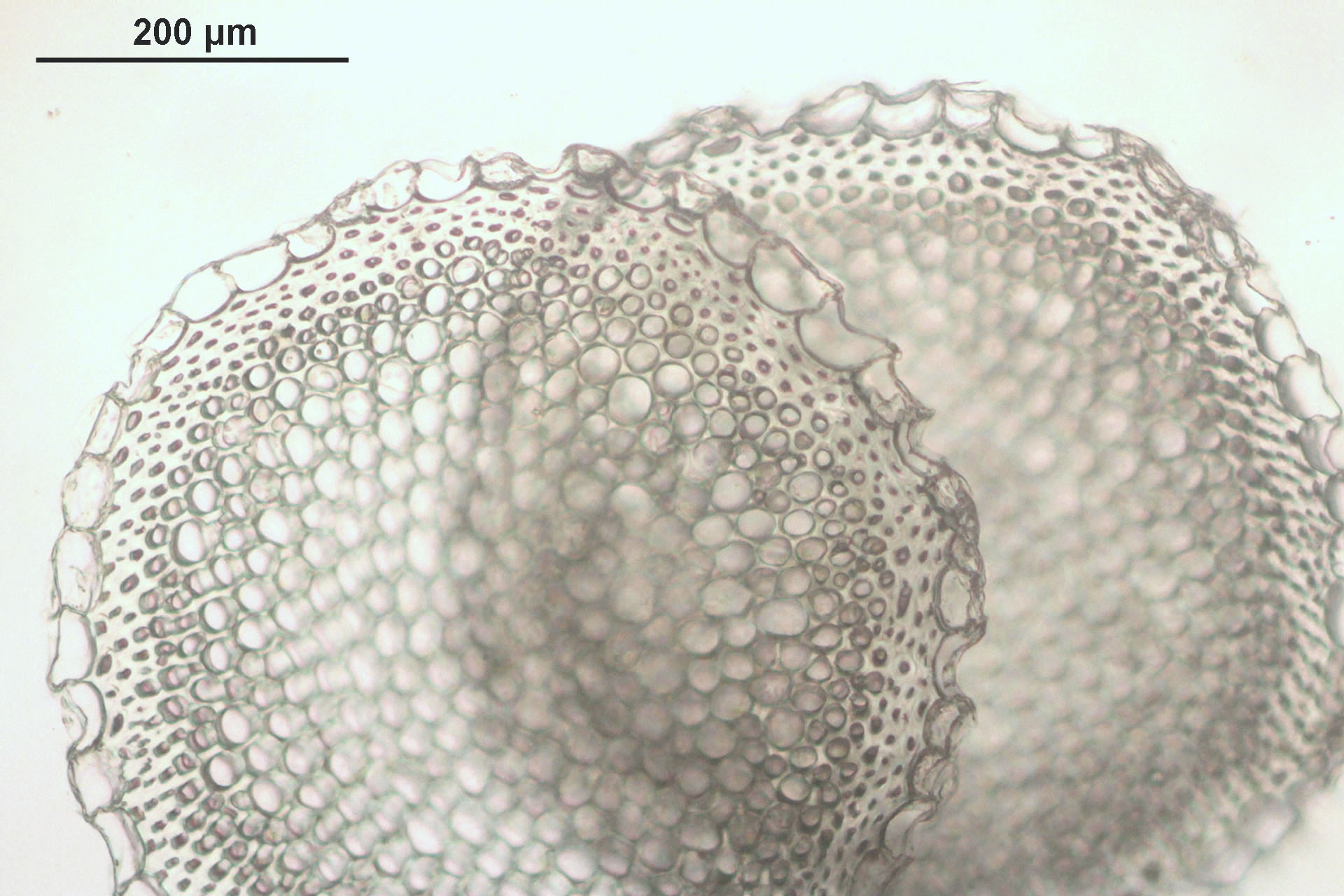
Przekrój łodyżki
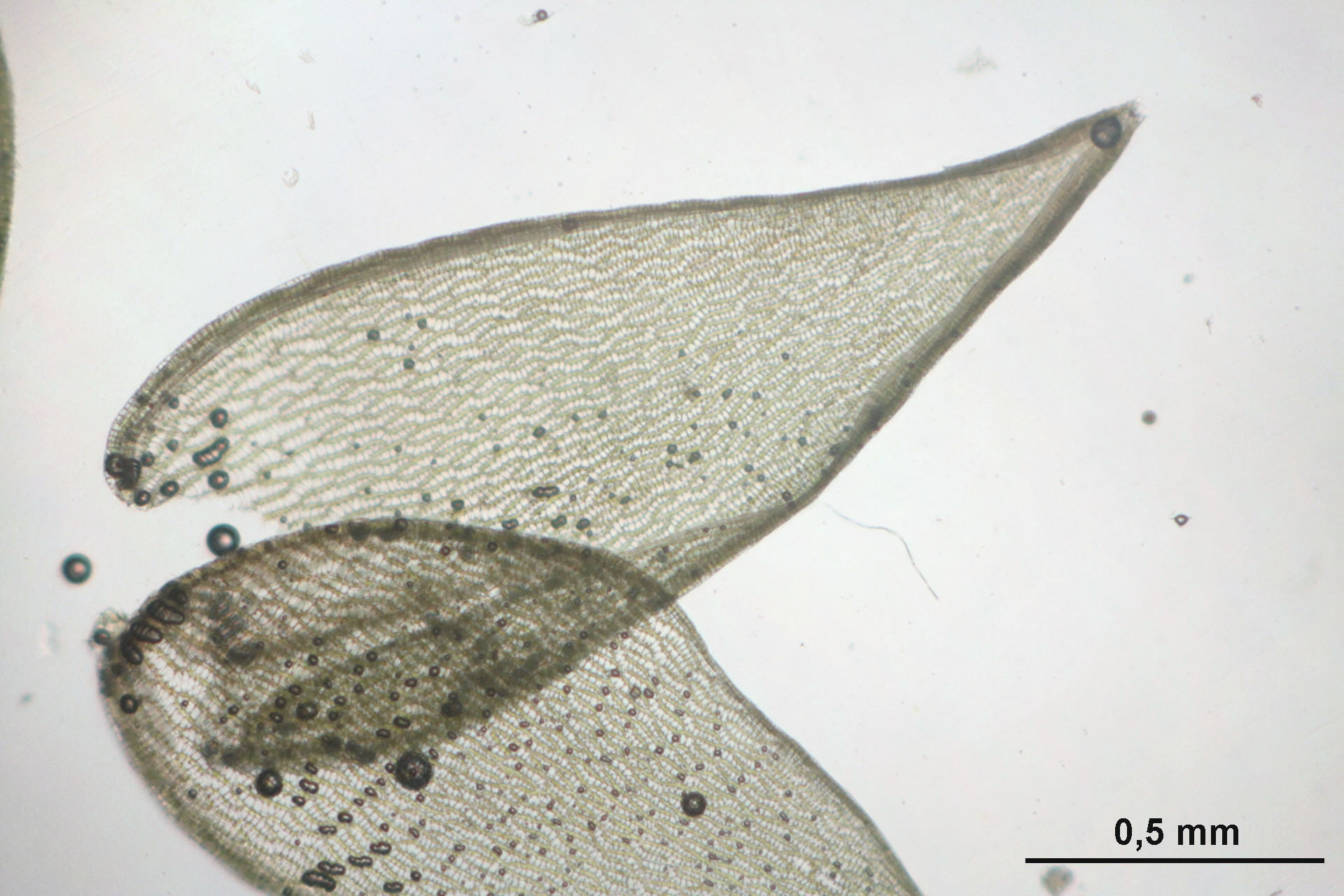
Listek gałązkowy
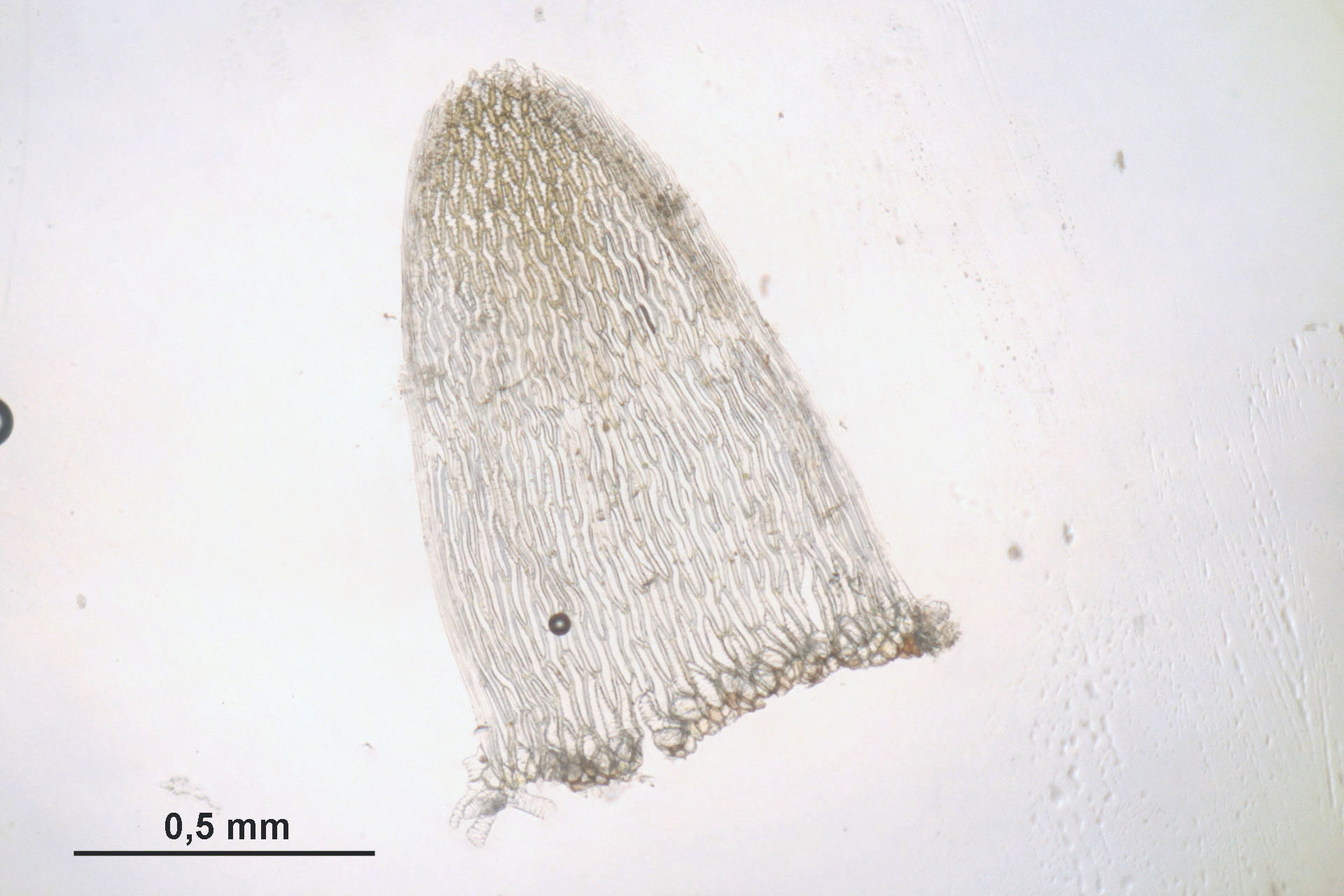
Listek łodyżkowy

## Ekologia i biologia
Rośnie w miejscach z wysokim poziomem wody, najczęściej na torfowiskach niskich i przejściowych, a także na brzegach jezior i wzdłuż strumieni. Toleruje również siedliska znacznie przekształcone przez człowieka – brzegi stawów i rowy melioracyjne. Dobrze znosi zalewanie i stagnowanie wody, a także ocienienie. Często towarzyszą mu takie gatunki mchów jak: Drepanocladus revolvens, Calliergon giganteum i Scorpidium scorpioides, a z roślin naczyniowych turzyce, zazwyczaj dzióbkowata Carex rostrata, sit ostrokwiatowy Juncus acutiflorus czy marzyca czarniawa Schoenus nigricans.

## Systematyka
Gatunek zaliczany jest do podrodzaju Subsecunda Schlieph. Podrodzaj ten obejmuje torfowce tworzące darnie o przewadze barw żółtych i brązowych, z końcami gałązek w główce odgiętymi, z listkami gałązkowymi jajowatymi lub owalnymi, wklęsłymi, często jednobocznie skręconymi. Kolor łodyżki u tych torfowców jest przeważnie brązowy (brunatny) bądź żółty, z korą zbudowaną z jednej lub kilku warstw komórek, dobrze odgraniczoną od cylindra wewnętrznego. Ponadto komórki wodne listków gałązkowych mają po stronie grzbietowej zazwyczaj małe pory komisuralne układające się w krótsze bądź dłuższe rzędy wzdłuż ścian komórek chlorofilowych.
Takson traktowany był w niektórych ujęciach jako podgatunek torfowca jednobocznego S. subsecundum – subsp. inundatum (Russ.) A.Eddy, 1977.

## Ochrona
Gatunek jest objęty w Polsce ochroną od 2001 roku. W latach 2001–2004 podlegał ochronie częściowej, w latach 2004–2014 ochronie ścisłej, a od 2014 roku ponownie objęty jest ochroną częściową, na podstawie Rozporządzenia Ministra Środowiska z dnia 9 października 2014 r. w sprawie ochrony gatunkowej roślin.